# Max von Hopffgarten

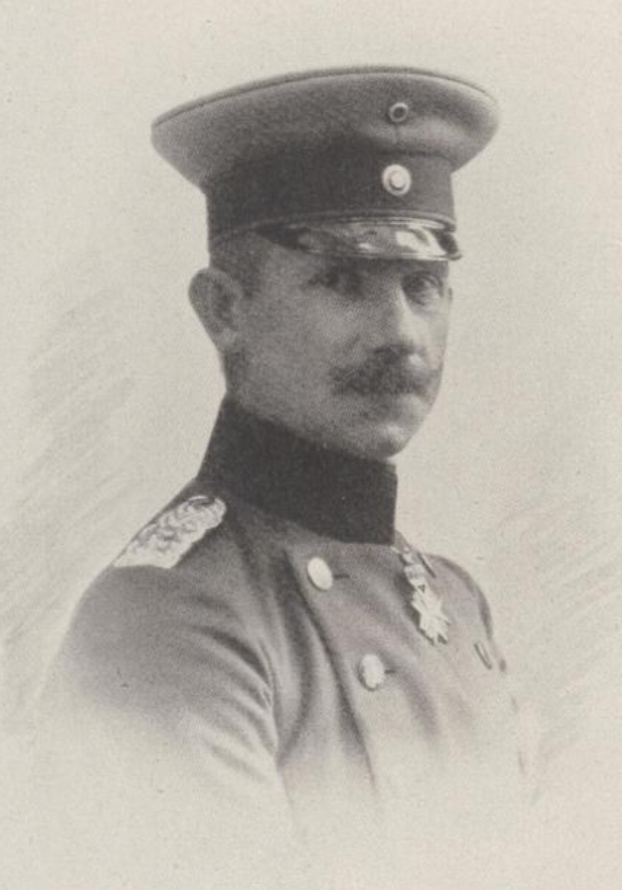
Max von Hopffgarten als Oberst

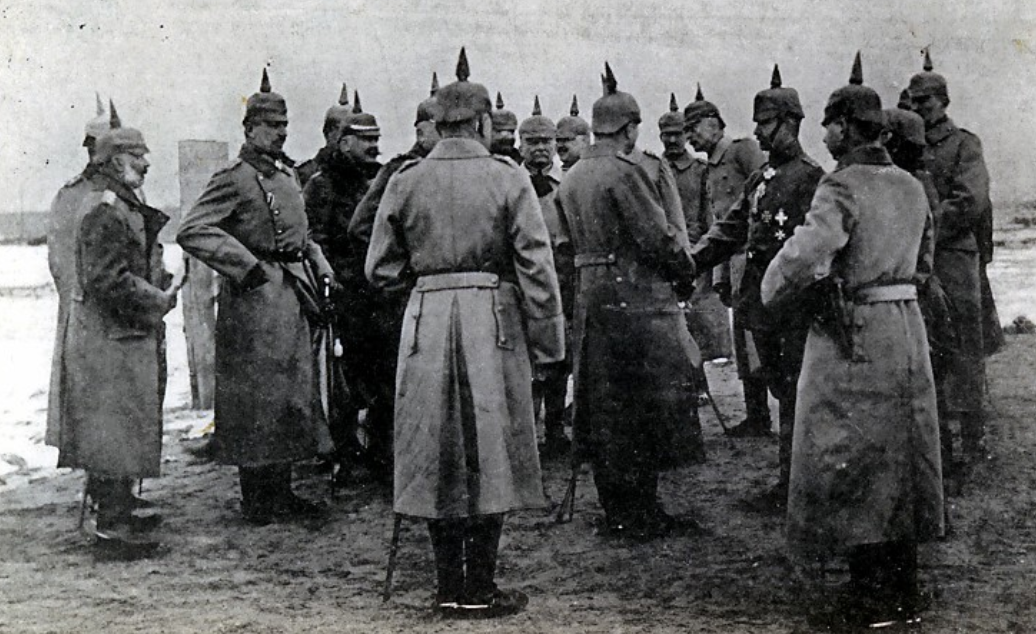
Oberst von Hopffgarten schüttelt Hände mit dem sächsischen König, Friedrich August III.

Rudolf Edmund Max von Hopffgarten (* 30. November 1861 in Mülverstedt; † 4. November 1941 in Dresden) war ein sächsischer Generalmajor.

## Leben

### Herkunft
Max entstammte einem alten thüringischen Adelsgeschlecht. Er war ein Sohn des gleichnamigen Rittergutsbesitzer und Koleopterologen Max von Hopffgarten, welcher in seiner Lebenszeit eine Käfersammlung von 13.000 Arten und Varietäten von 100.000 Stück zusammenstellen konnte. Er hatte insgesamt sechs Geschwister aus den zwei Ehen seines Vaters, darunter den einzigen Bruder und späteren Landrat Kurt von Hopffgarten. Kurt war mit Elise von Hopffgarten verheiratet.

### Militärkarriere

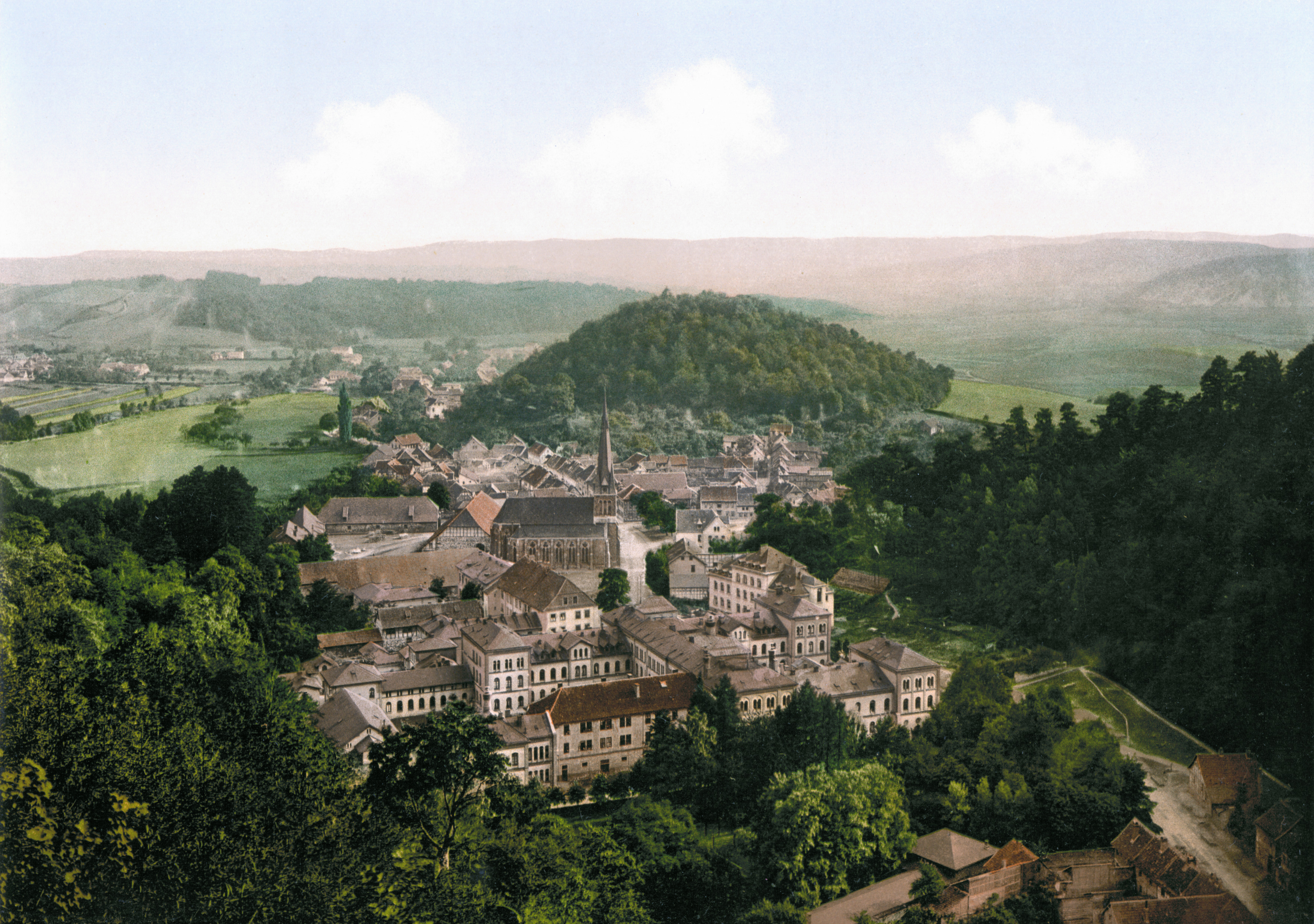
Hopffgarten besuchte die Klosterschule Ilfeld

Hopffgarten besuchte die Klosterschule Ilfeld. Dort zählten Carl von Nostitz-Wallwitz, Gustav von Houwald, Arnold von Rosenstiel, Hermann Weniger und Otto Heinemann zu seinen Klassenkameraden.
Er trat 1882 als Avantageur in die sächsische Armee ein und wurde in den folgenden Jahren 1883 zum Fähnrich, 1884 zum Leutnant, 1891 zum Oberleutnant und 1896 zum Hauptmann befördert. Nach Beförderung zum Major am 22. September 1906 diente er als Adjutant beim Generalkommando des XII. (I. Königlich Sächsisches) Armee-Korps. 1909 wurde er als Kommandeur des III. Bataillons in das 12. Infanterie-Regiment Nr. 177 in Freiberg versetzt. Nach Beförderung zum Oberstleutnant am 22. Mai 1912 wurde er Kommandeur des 2. Königlich Sächsischen Jäger-Bataillon Nr. 13 in Dresden.
Nach Ausbruch des Ersten Weltkrieges wurde er Kommandeur des Landwehr-Infanterie-Regiments 102 und nachfolgend am 6. März 1915 des Infanterie-Regiment „König Wilhelm II. von Württemberg“ (6. Königlich Sächsisches) Nr. 105. Mit diesem konnte er sich während der zweiten Flandernschlacht deutlich auszeichnen und wurde mit dem Ritterkreuz des Militär-St.-Heinrichs-Ordens ausgezeichnet. Er kommandierte nachfolgend das Landwehr-Infanterie-Regiment 107 und auch die 116. Infanterie-Brigade. In dieser Eigenschaft konnte er sich erneut mit zweimaligem Einsatz bei der Schlacht an der Somme auszeichnen und wurde deshalb am 8. Dezember 1916 mit dem Kommandeurkreuz II. Klasse des Militär-St.-Heinrichs-Ordens ausgezeichnet. Anfang 1918 wurde er mit dem Rang eines Generalmajors zur Disposition gestellt.

### Familie
Er war seit dem 22. September 1895 mit Fanny Wecke, Tochter des Landtagsabgeordneten und Landwirts Ernst Wecke und dessen Ehefrau Kate Aline Wecke, verheiratet.